# 김수현 (작가)
김수현(金秀賢, 1943년 1월 27일~)은 대한민국의 드라마 작가, 시나리오 작가, 소설가이다.

## 개요

### 화젯거리
1991년에는 안방에 김수현의 작품 두 개가 나란히 방영되었다. MBC 주말연속극 《사랑이 뭐길래》는 김수현의 오리지널 각본이고, SBS 소설극장 《여자 마흔다섯》은 김수현의 소설 《여자 나이 마흔다섯》을 다른 작가가 각색하여 집필한 것이다. 1991년 방영 당시 서울 시내 수돗물 사용량이 줄어들 정도로 공전의 히트를 기록한 《사랑이 뭐길래》에 잠깐 삽입되었던 김국환의 노래 《타타타》는 한참 전에 발표되었으나 주목받지 못하다가 드라마의 인기에 힘입어 레코드 품귀현상까지 빚으며 화제의 돌풍을 일으켰다. 또한, 15년간 무명가수로 밤무대를 전전하던 가수 김국환은 하루아침에 스타덤에 올랐다. "네가 나를 모르는데 난들 너를 알겠느냐/ 한치 앞도 몰라 다 안다면 재미없지..."로 시작되는 노래가 《사랑이 뭐길래》에서 김혜자의 극중 심리상태와 절묘하게 맞아떨어졌다는 것이 인기 요인이라는 분석이다. 이 노래는 김수현이 우연히 차안에서 라디오를 듣다가 가사 내용이 재미있어 소개한 것이라고 한다.
작가 데뷔 이후 잠깐 TBC에서 활동한 것만 빼면 줄곧 문화방송에서 드라마를 집필하였으나, 1992년 월화 미니시리즈 《두 여자》의 실패 후 SBS 방송국 출범과 동시에 수억원의 전속료를 받고 이적하여 주로 집필 활동을 하였으며, 현재는 MBC를 제외하고 KBS, SBS, JTBC에서 작업하고 있다.
1994년 SBS 50부작 월화드라마 《작별》의 연출가가 김수동 PD(삼화프로덕션 제작위원)에서 곽영범 PD(SBS 제작위원)로 전격 교체되는 일이 발생했다. 이미 녹화가 끝난 1, 2회분 가운데 프랑스 파리 로케이션 부분을 제외한 국내 촬영분에 대해 작가의 요구로 재촬영하는 등 PD와 작가 사이에 작품의 완성도를 둘러싸고 마찰을 빚어온 것이 갈등의 불씨가 된 것이다. 결국 방송사 SBS는 '드라마의 성공을 위해서라도 일찌감치 작가와 호흡이 맞는 연출가로 교체하는 것이 바람직하다'는 입장을 내어놓아, MBC TV 시절부터 오랜기간 김수현과 명콤비로 호흡을 맞춰온 곽영범 PD를 투입함으로써 결과적으로 작가 김수현의 손을 들어주었다. 이에 한국방송프로듀서연합회는 "1회분 방송이 나간 뒤에 작가가 연출자 교체를 요구하는 것은 작가의 영역을 넘어선 월권행위이며, 프로그램 최종 책임자인 프로듀서의 전문성과 권한을 무시한 처사"라는 입장을 밝히고, 해당 작가인 김수현의 공개사과와 재발방지 약속을 요구했다. 방송가에서는 이 일을 두고 작가의 입김이 너무 거세 연출자의 권한까지 침해하고 작가의 파워로 연출자를 갈아치웠다는 사례로 평했다. 50회로 기획되었으나 60~70회로 늘여 방영할 방침이었던 《작별》은 애초 계획대로 종영하기로 작가와 SBS가 합의를 보면서 사실상 단축 종영을 하였다.

### 특징
항상 '화제'와 '비판'을 동시에 불러일으키는 작가이다. 가족과 애정이라는 대중적 소재를 빠르고 거침없는 대사에 실어 경쾌하게 전달함으로써 대중적 인기를 얻었다고 평가받고 있다. 거창한 주제보다는 일상생활 속에서 소재를 뽑아내어 그속에 웃음과 재치를 섞어 섬세하고 감각적으로 묘사함으로써 시청자들의 가려운 곳을 긁어준다는 평가를 받았다.
1992년작 MBC의 《사랑이 뭐길래》에서는 대발이 아버지(이순재 역)가 딸(임경옥 역)이 광고모델을 했다고 밥상을 뒤엎고 가족들에게 폭력을 휘두르며 "괘씸한 반란군들, 한 몫에 굴비 엮듯 엮어서 빨랫줄에 대롱대롱 매달고 싶은 심정이야."라고 말하는 험한 대사가 문제가 되었고, 1994년작 서울방송의 《작별》에서는 유림(유호정 역)이 교수의 소개로 사진작가를 만난 장면에서 "튼튼한 걸로 보내달라니까 소독저 같은걸 보냈어.", "재수가 없으려니까 별 해괴한 인종을 다 만나겠네.", "육갑 찍고 앉았네." 등 비속어를 남발한 것이 문제가 되었으며, 1996년작 KBS 주말연속극 《목욕탕집 남자들》에서는 외동딸(양희경 역)이 산부인과 의사인 남편(송승환 역)의 행동이 조금만 의심스러워도 골프채를 휘두르며 골목을 뛰쳐나가고, 그런 딸의 모습이 걱정스러워 사위에게 당부하는 장인 장모가 "산돼지하고 사는 것 같다고 말해!"라고 하는 대사 등이 문제가 되었다. 절제되고 유려한 대사로 호평을 받은 작품 또한 여러 차례 집필하였으므로 방송가에서는 이런 자극적인 표현들은 시청률을 의식해 작가가 의도한다는 혐의가 짙다고 평한다.
매번 작품을 할 때마다 억대 원고료를 경신했다.
또한 이른바 '김수현 사단'이라며 매번 작품에 등장하는 배우들이 많이 겹치는 특징이 있으며, 특히 대표적인 배우 단짝으로 여배우 윤여정을 꼽을 수 있다. 문화방송 드라마를 하면서 70년대 초부터 알고지내다 1987년 주말연속극 《사랑과 야망》을 시작으로, 1991년 MBC 주말연속극 《사랑이 뭐길래》로 관계를 공고히 했다. 1994년 SBS 월화드라마 《작별》이 '김수현 신화의 막을 내릴 것'이라는 예측이 나올 만큼 초반에 부진을 면치 못했지만 윤여정의 울부짖는 대사로 시청률 35%가 나오고, 연이어 KBS 주말연속극 《목욕탕집 남자들》도 흥행했다. 그 외에 김수현 작품에 단골 출연한 배우들로 이순재, 윤다훈, 정혜선, 강부자, 나문희, 전양자, 김영애, 김해숙, 김보연, 장미희, 임예진, 견미리, 하유미, 김나운 등이 있다. 김민경, 엄지원, 하석진, 송창의, 이상우 등이 있다. 이에 대한 비판으로는 항상 '그 얼굴이 그 얼굴'이라 너무 익숙한 나머지 식상함과 지겨움을 동반한다는 것이다. 일각에서는 김수현 사단을 두고 "배우가 되려면 김수현 사단에 들어가야겠지만 스타가 되려면 김수현 드라마에 들어갈 필요가 없다"는 평을 하기도 했다.

## 작품

### 드라마
- 1969년 MBC라디오 《저 눈밭에 사슴이》 (원작: 김수현 《그 해 겨울의 우화》)
- 1970년 MBC라디오 《약속은 없었지만》
- 1970년 MBC라디오 《지금은 어디서》
- 1971년 TBC 동극 《사랑의 학교》 (원작: 에드몬도 데 아미치스 《사랑의 학교》)
- 1971년 TBC 일일연속극 《알뜰부인 덜렁부인》
- 1972년 TBC 금요연속극 《상록수》 (원작: 심훈 《상록수》)
- 1972년 TBC 금요어린이극장 《대령집 아이들》
- 1972년 MBC 목요연속극 《무지개》
- 1972년 MBC 일일연속극 《새엄마》
- 1973년 KBS 무대 《심판》
- 1974년 MBC 일일연속극 《강남가족》
- 1974년 MBC 일일연속극 《수선화》
- 1975년 MBC 일일연속극 《안녕》
- 1975년 MBC 일일연속극 《신부일기》
- 1975년 KBS 어린이극장 《소공자》 (원작: 프랜시스 호지슨 버넷 《소공자》)
- 1975년 MBC 신춘특집드라머 《탄생》[1]
- 1976년 MBC 일일연속극 《여고 동창생》
- 1976년 TBC 단막극 《보통 여자》
- 1977년 MBC 일일연속극 《당신》
- 1977년 KBS 무대 《말희》[2]
- 1977년 TBC 명작초대석 《불행한 여자의 행복》 (특집드라마)
- 1977년 MBC 주말연속극 《후회합니다》
- 1978년 MBC 주말연속극 《청춘의 덫》
- 1978년 MBC 일일연속극 《행복을 팝니다》
- 1979년 MBC 금요연속극 《사랑의 계절》 (수기단막극)
- 1979년 MBC 주말연속극 《엄마, 아빠 좋아》
- 1979~80년 TBC 주말연속극 《고독한 관계》
- 1980년 KBS 구정특집 《입춘대길》[3]
- 1980년 TBC 특집 《안개의 성》
- 1980년 TBC 주말연속극 《잃어버린 겨울》
- 1980년 TBC 금요연속극 → KBS2 금요연속극 《아롱이 다롱이》
- 1981년 KBS1 신년특집 《옛날 나 어릴적에》[4]
- 1981년 MBC 신년특집 《첫 손님》[5]
- 1981년 MBC 주말연속극 《안녕하세요》
- 1981년 MBC 금요연속극 《사랑의 계절 - 사랑의 굴레》 (100회특집)
- 1981년 MBC 6.25특집 《불타는 다리》[6]
- 1981년 MBC 일일연속극 《사랑합시다》
- 1981년 MBC 주말연속극 《야상곡》
- 1982년 MBC 신춘특집극 《아버지》[7]
- 1982년 MBC 일일연속극 《어제, 그리고 내일》[8]
- 1983년 MBC 일일연속극 《다녀왔읍니다》
- 1984년 KBS 신춘특집드라마 《딸의 미소》
- 1984년 MBC 주말연속극 《사랑과 진실 1부》
- 1985년 MBC 주말연속극 《사랑과 진실 2부》
- 1987년 MBC 주말연속극 《사랑과 야망》
- 1988년 MBC 미니시리즈 《모래성》
- 1990년 MBC 주말연속극 《배반의 장미》
- 1991년 MBC 주말연속극 《사랑이 뭐길래》
- 1992년 MBC 미니시리즈 《두 여자》
- 1992년 SBS 창사특집 《어디로 가나》[9][10]
- 1993년 KBS1 설특집극 《옛날 나 어릴적에》[11]
- 1993년 SBS 주말극장 《산다는 것은》
- 1994년 SBS 월화드라마 《작별》
- 1995년 SBS 창사특집극 《인생》
- 1995년 KBS2 주말연속극 《목욕탕집 남자들》
- 1997년 HBS 특별기획 / SBS 월화드라마 《사랑하니까》
- 1999년 SBS 수목드라마 《청춘의 덫》
- 1999년 SBS 창사특집극 《아들아 너는 아느냐》[12]
- 2000년 SBS 특별기획드라마 《불꽃》
- 2000년 SBS 창사특집극 《은사시나무》
- 2002년 KBS2 주말연속극 《내사랑 누굴까》
- 2003년 KBS2 추석특집극 《혼수》
- 2003년 SBS 특별기획 《완전한 사랑》
- 2004년 KBS2 주말연속극 《부모님전상서》
- 2004년 SBS 창사특집드라마 《홍소장의 가을》
- 2006년 SBS 특별기획 《사랑과 야망》
- 2007년 SBS 월화드라마 《내 남자의 여자》
- 2008년 KBS2 주말연속극 《엄마가 뿔났다》
- 2010년 SBS 특별기획 《인생은 아름다워》 (창사특별기획)
- 2011년 SBS 월화드라마 《천일의 약속》
- 2012년 TV조선 설특집 가족드라마 《아버지가 미안하다》
- 2012년 JTBC 주말연속극 《무자식 상팔자》 (개국 1주년 특별기획)
- 2013년 SBS 주말특별기획 《세번 결혼하는 여자》
- 2016년 SBS 주말드라마 《그래, 그런거야》

### 영화 각본
- 1969년 《저 눈밭에 사슴이》 (원작: 김수현 《그 해 겨울의 우화》)
- 1969년 《잊혀진 여인》
- 1970년 《미워도 다시 한 번 3편》
- 1970년 《아무 말도 하지 않았다》 (원작: 임희재; 공동 각본: 이희우)
- 1970년 《아빠와 함께 춤을》
- 1970년 《약속은 없었지만》 (원작: 김수현; 각색: 나연숙, 조문진)
- 1970년 《필녀》
- 1971년 《미워도 다시 한 번 대완결편》 (공동 각본: 곽일로)
- 1971년 《죄 많은 여인》
- 1972년 《집을 나온 여자》 (원작, 각본: 이은성; 각색: 김수현)
- 1972년 《아낌없이 바치리》
- 1972년 《이 밤이여 영원히》
- 1976년 《나는 고백한다》
- 1976년 《보통 여자》
- 1976년 《내가 버린 여자》 (원작: 정소영; 공동 각본: 이문웅)
- 1978년 《마지막 겨울》
- 1979년 《내가 버린 남자》 (공동 각본: 이문웅)
- 1979년 《청춘의 덫》 (원작: 김수현; 윤색: 문상훈)
- 1980년 《너는 내 운명》
- 1980년 《여자이기 때문에》 (원작: 김수현)
- 1982년 《욕망의 늪》
- 1982년 《버려진 청춘》
- 1985년 《에미》
- 2002년 《미워도 다시 한번 2002》

### 연극
- 《나이트 마더(Night Mother)》 (각색)[13]
- 《엄마, 안녕...》 (각색)[14]

### 소설
- 《상처》 문학예술사 (장편)
- 《겨울로 가는 마차》 민예사 (장편)
- 《안개의 성》 민예사 (소설집)
- 《포옹》 연희사 (장편)
- 《유혹》 애플미디어 (소설집)
- 《그늘과 장미》 학원사 (장편)
- 《겨울새》 소설문학사 (장편)
- 《청춘의 덫》 민예사 (장편)
- 《모래성》 여원출판사 (장편)
- 《망각의 강》 소설문학사 (소설집)
- 《여자 마흔다섯》 여원출판사 (장편)
- 《눈꽃》 창작예술사 (장편)
- 《사랑이 뭐길래》 제삼기획 (소설집)
- 《결혼》 여원출판사 (장편)
- 《사랑과 진실》 여원사 (소설집)

### 수필
- 《미안해 미안해》 연희사[15]
- 《생의 한가운데》 제삼기획
- 《세월》 샘터